# 代扎縣
14°10′S 34°20′E / 14.167°S 34.333°E
代扎縣（Dedza District）是馬拉維中部的一個縣，屬於中央區的一部分，該縣北臨薩利馬縣，南鄰恩切乌县和莫桑比克，西毗利隆圭縣，面積3,624平方公里，海拔1768m，人口486,682。